# 24-timmarsklocka
| 24-timmarsklocka | 12-timmarsklocka              |
| ---------------- | ----------------------------- |
| 00:00            | 12:00 midnatt (dagens början) |
| 01:00            | 1:00 a.m.                     |
| 02:00            | 2:00 a.m.                     |
| 03:00            | 3:00 a.m                      |
| 04:00            | 4:00 a.m.                     |
| 05:00            | 5:00 a.m.                     |
| 06:00            | 6:00 a.m.                     |
| 07:00            | 7:00 a.m.                     |
| 08:00            | 8:00 a.m.                     |
| 09:00            | 9:00 a.m.                     |
| 10:00            | 10:00 a.m.                    |
| 11:00            | 11:00 a.m.                    |
| 12:00            | 12:00 middag                  |
| 13:00            | 1:00 p.m.                     |
| 14:00            | 2:00 p.m.                     |
| 15:00            | 3:00 p.m.                     |
| 16:00            | 4:00 p.m.                     |
| 17:00            | 5:00 p.m.                     |
| 18:00            | 6:00 p.m.                     |
| 19:00            | 7:00 p.m.                     |
| 20:00            | 8:00 p.m.                     |
| 21:00            | 9:00 p.m.                     |
| 22:00            | 10:00 p.m.                    |
| 23:00            | 11:00 p.m.                    |
| 24:00            | (midnatt)* (slutet på dagen)  |

24-timmarsklocka är en tidsomvandlingskonvention där dagen går från midnatt till midnatt och är uppdelad i 24 timmar, indikerad av timmarna som passerade sedan midnatt, från 0 till 23. Detta system är den vanligaste tidsnotationen i världen idag, och används av den internationella standarden ISO 8601.
Ett fåtal länder, särskilt engelsktalande, använder 12-timmarsklockan eller en blandning av 24- och 12-timmarsystemen. I de länder där 12-timmarsklockan fortfarande dominerar, föredrar vissa yrken att använda 24-timmarsklockan. Särskilt då det praktiseras medicin, och i allmän dokumentation av vård, används 24-timmarsklockan, eftersom det förhindrar tvetydighet när händelser inträffade i patientens medicinska historia. I USA och en handfull andra länder kallas detta vanligtvis för militär tid.

## Beskrivning

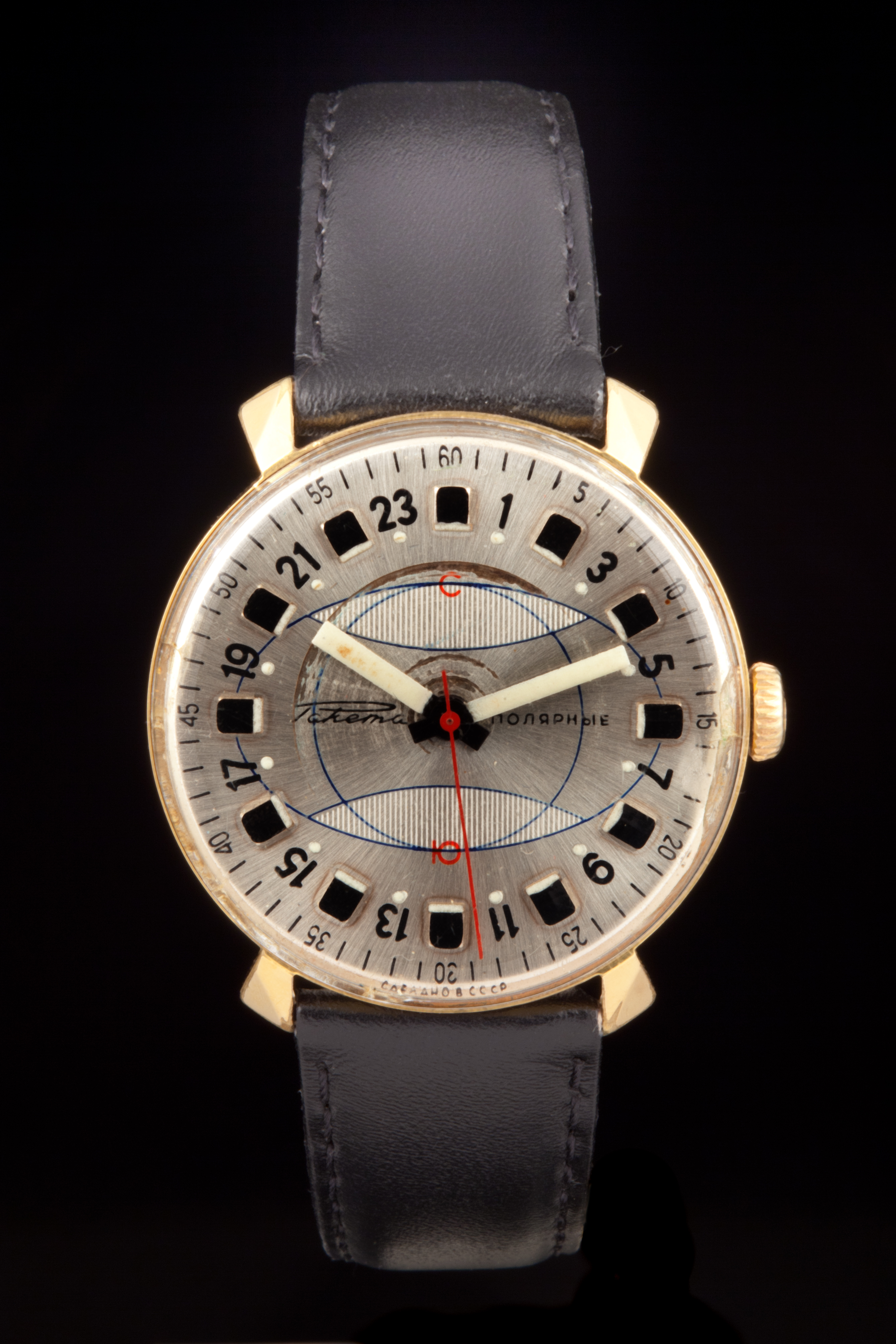
En rysk 24-timmarsklocka tillverkad av sovjetiska urmakaren Raketa 1969, tillverkad för polarexpeditioner. Polära nätter och dagar gör det nödvändigt att använda en 24-timmarsklocka istället för 12-timmarsklocka.

En tid på dagen skrivs i 24-timmarsnotationen i form tt:mm (till exempel 01:23) eller tt:mm:ss (till exempel 01:23:45), där tt (00 till 23) är antalet fulla timmar som har gått sedan midnatt, mm (00–59) är antalet fulla minuter som har gått sedan den sista hela timmen och ss (00–59) är antalet sekunder sedan den sista hela minuten. I samband med skottsekunder kan värdet av ss sträcka sig till 60. En inledande nolla läggs till för tal under 10, men för timmarna är detta valfritt. Den ledande nollan används ofta i datortillämpningar och används alltid när en specifikation kräver det (till exempel ISO 8601).
Den vanligaste separatorsymbolen mellan timmar, minuter och sekunder är kolon, vilket också är symbolen som används i ISO 8601. I bland annat Finland och Norge har punkt bibehållits som separator. I vissa sammanhang (inklusive USA:s militär och vissa dataprotokoll) används ingen separator och tider skrivs som till exempel "2359".

### Midnatt 00:00 och 24:00
I 24-timmarsnotering börjar dagen vid midnatt 00:00, och sista minuten på dagen börjar klockan 23:59. Även noteringen 24:00 kan användas för att referera till midnatt vid slutet av ett visst datum – det vill säga 24:00 en dag är samma tid som 00:00 påföljande dag.
Notationen 24:00 är främst till för att referera till exakt slutet av en dag i ett tidsintervall. En typisk användning ger öppettider som slutar vid midnatt (till exempel "00:00–24:00", "07:00–24:00"). På samma sätt visar vissa tidtabeller för tåg 00:00 som avgångstid och 24:00 som ankomsttid. Juridiska avtal löper ofta från startdatumet klockan 00:00 till slutdatumet klockan 24:00.
Medan 24-timmarsnotering tydligt skiljer mellan midnatt i början (00:00) och slutet (24:00) av vilket datum som helst, finns det ingen allmänt accepterad skillnad bland användare av 12-timmarsnoteringen. Bland annat militära kommunikationsregler i vissa engelsktalande länder motverkar användningen av 24:00, även i 24-timmarsnoteringen, och rekommenderar rapporteringstider vid midnatt till 23:59 eller 00:01 istället. Ibland undviks användningen av 00:00 också. I motsats till detta använde korrespondensmanualen för USA:s flotta och USA:s marinkår tidigare 0001 till 2400. Manualen uppdaterades i juni 2015 till att använda 0000 till 2359.

### Tider efter 24:00

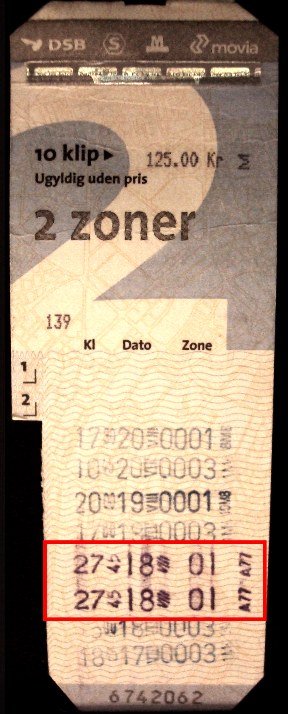
Dansk biljett med tidstämpeln "27:45".

Tidsmässiga noteringar utöver 24:00 (t.ex. 24:01 eller 25:00 istället för 00:01 eller 01:00) används vanligtvis inte och omfattas inte av relevanta standarder. De har emellertid använts ibland i vissa speciella sammanhang i Storbritannien, Japan, Sydkorea, Hongkong och Kina, där öppettider sträcker sig bortom midnatt, såsom sändning av tv-produktion och schemaläggning.

### Tidsangivelse på datorer
I de flesta länder anges tiden med 24-timmarsklocka som standard på de flesta datorer. Till exempel aktiverar Microsoft Windows och Mac OS 12-timmarsnotering som standard endast om en dator befinner sig inom en viss region. 24-timmarssystemet används vanligtvis i textbaserade gränssnitt. De flesta program har som standard att visa tidsstämplar i 24-timmarsformat.

### Militär tid
I amerikansk och kanadensisk engelska är termen militär tid en synonym för 24-timmarsklockan. I dessa språkvarianter anges tiden nästan uteslutande enligt 12-timmarsklockan, vilken räknar timmarna på dagen som 12, 1, ..., 11 med tilläggssuffix a.m. och p.m. som skiljer de två tolvtimmarsrepetitionerna åt. 24-timmarsklockan används där endast inom vissa specialområden (militär, luftfart, navigering, turism, meteorologi, astronomi, databehandling, logistik, akuttjänster, sjukhus) där tvetydigheten i 12-timmarsnoteringen anses vara obekväm, besvärlig eller farlig. Inom USA:s väpnade styrkor används 24-timmarsklockan eftersom verksamhet pågår under hela dygnet samt i olika tidszoner runt om  i världen.
Militär användning, som överenskommits mellan USA:s försvarsdepartement och allierade militära styrkor, skiljer sig i vissa avseenden från andra tidssystem som använder 24-timmarsklocka:
- Ingen separator mellan timmar och minuter används för att skriva tid, och tidszon anges med en bokstav (till exempel "0340Z").[9]
- Inledande nollor skrivs alltid ut och måste alltid uttalas. Klockan 5:43 uttalas motsvarande "noll fem fyrtiotre" (vardagligt) eller "nolla femma fyra trea" (militärradio), i motsats till 12-timmarsklockans "fem fyrtiotre" eller "fem fyra tre".[9]
- Vid användning av militär tid anges tidszoner med bokstäver.[9] Tidszonen som omfattar större delen av västra Europa (UTC+1) betecknas A och kallas därför för "Alpha time", enligt bokstaveringsstandarden som används. Tidszoner längre österut betecknas med bokstäver längre fram i alfabetet tills man nått UTC+12. J, "Juliet", anger dock lokal tid. Bokstäver från N framåt betecknar tidszoner västerut, med början från GMT-1. Zonerna M och Y, GMT±12, har samma klockslag, men på olika sidor om datumgränsen.[10]
- Greenwich Mean Time kallas "Zulu time" (Z-tid) enligt beteckningen Z. "Zulu time" används ofta av militären, då man på så sätt undviker problem vid koordinering över tidszonsgränser.[9] Z är det engelska alfabetets sista bokstav och den enda som blivit över. Z (zulu) för tidszon används som en förkortning inom amatörradio och istället för UTC i flygvärlden.
- Jämna timmar utläsas med "hundred" (hundra) för minuterna, till exempel blir 15.00 UTC 1500Z, "fifteen hundred hours Zulu time".[9] Middag lokal tid blir 1200J, "twelve hundred hours Juliet time". Klockslaget 6.00 i Eastern Standard Time (UTC-5, i USA) skrivs 0600R och uttalas "zero six hundred hours Romeo time".
- Vid användning av lokal tid tillämpas sommartid om den används i landet ifråga.[9]

## Historia

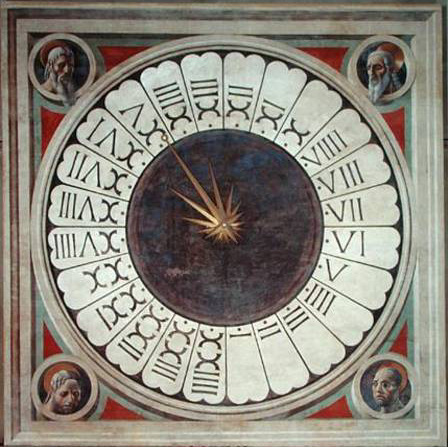
Paolo Uccellos Face with Four Prophets/Evangelists (1443) i Santa Maria del Fiore.

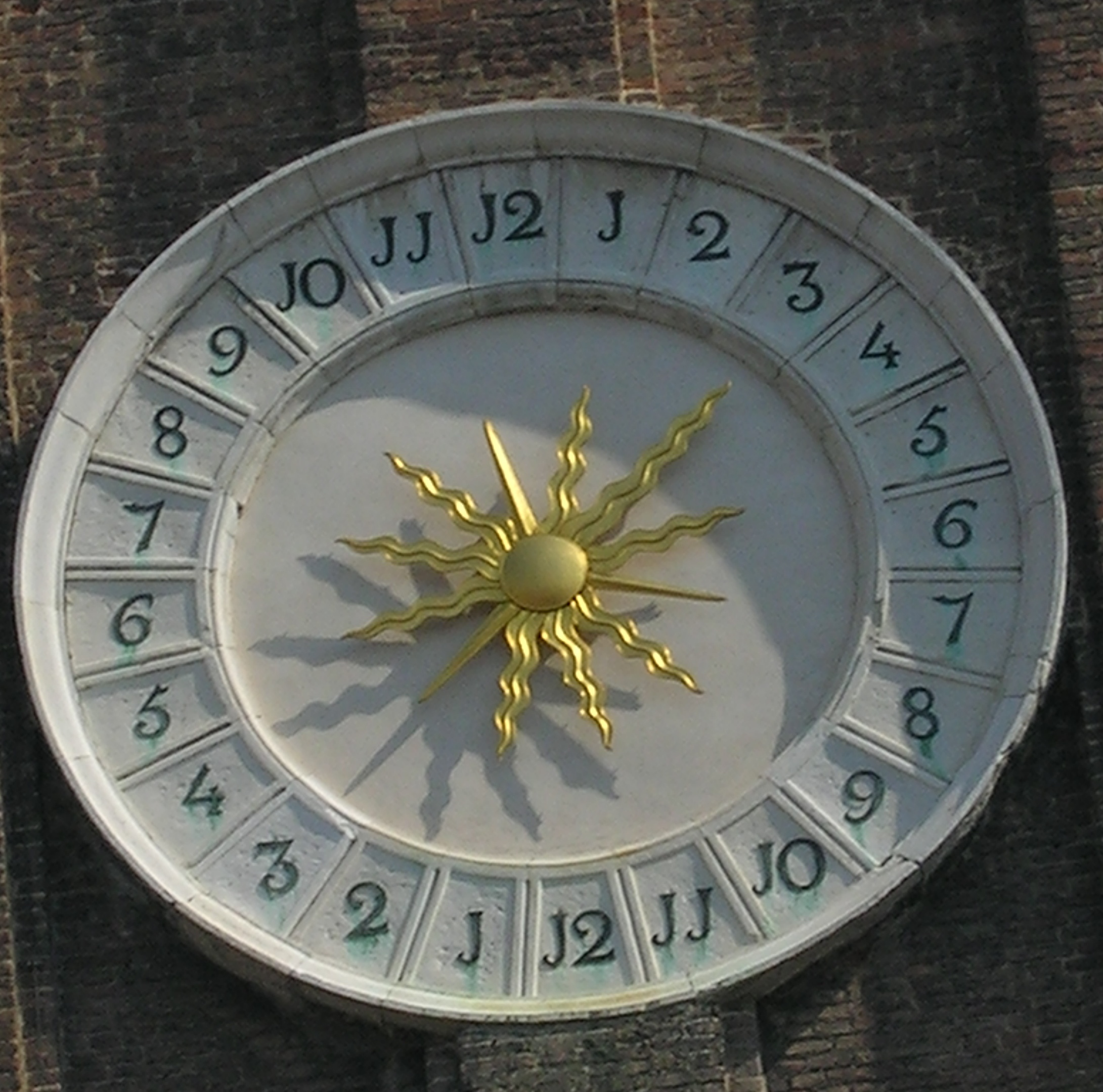
Uret på klocktornet i Venedig, som listar timmarna 1–12 två gånger.

Dygnets tidssystem har sitt ursprung i de egyptiska astronomiska dekanernas system och har använts i århundraden av forskare, astronomer, navigatörer och horologer. I Östasien användes 24-timmarsklockan före den västerländska moderniseringen. Västerländska klockorna gjordes då med en urtavla som räknade 2 × 12-timmar när de skickades till Kina i Qingdynastin. Det finns många kvarlevande exempel på klockor som byggdes med hjälp av 24-timmarssystemet, inklusive den berömda Orlojklockan i Prag och Shepherd Gate Clock på Greenwich.
De första mekaniska klockorna som introducerades i Italien var mekaniska 24-timmarsklockor som räknade dagens 24 timmar från en halvtimme efter solnedgången till kvällen påföljande dag. Den 24:e timmen var den sista timmen av dagen. Slående klockor var då tvungna att producera 300 slag varje dag, vilket krävde mycket rep, och slet ut mekanismen snabbt. Ringsekvensen ändrades då från 1 till 12 två gånger (156 slag) eller till och med 1 till 6 upprepade 4 gånger (84 slag).
Sir Sandford Fleming föreslog att hela världen skulle ha en enda 24-timmarsklocka, som ligger i mitten av jorden, inte kopplad till någon ytmeridian – en föregångare till koordinerad universell tid. Detta efter att ha missat ett tåg i Irland 1876, då en tidtabell angett tiden i p.m. istället för a.m. Han var en tidig förespråkare av att använda 24-timmarsklockan som en del av ett program för att reformera tidsåtgärder, vilket också innefattade etablering av tidszoner och en standardmeridian. Canadian Pacific Railway var bland de första organisationerna att anta 24-timmarsklockan, vid midsommar 1886.
En rapport från en regeringskommitté i Storbritannien noterade Italien som det första landet att anta 24-timmars tid nationellt, 1893. Andra europeiska länder följde: Frankrike antog den 1912 (den franska armén 1909), följt av Danmark (1916) och Grekland (1917). Vid 1920 hade Spanien, Portugal, Belgien och Schweiz bytt, följt av Turkiet (1925) och Tyskland (1927). I Sverige infördes tidräkning från kl. 0 till kl. 24 den 15 maj 1927 vid järnvägstrafik och postverket enligt konseljbeslut den 21 januari 1927. Vid början av 1920-talet hade många länder i Latinamerika också antagit 24-timmarsklockan. Några av Indiens järnvägar hade bytt till 24-timmarsklocka före utbrottet av första världskriget.

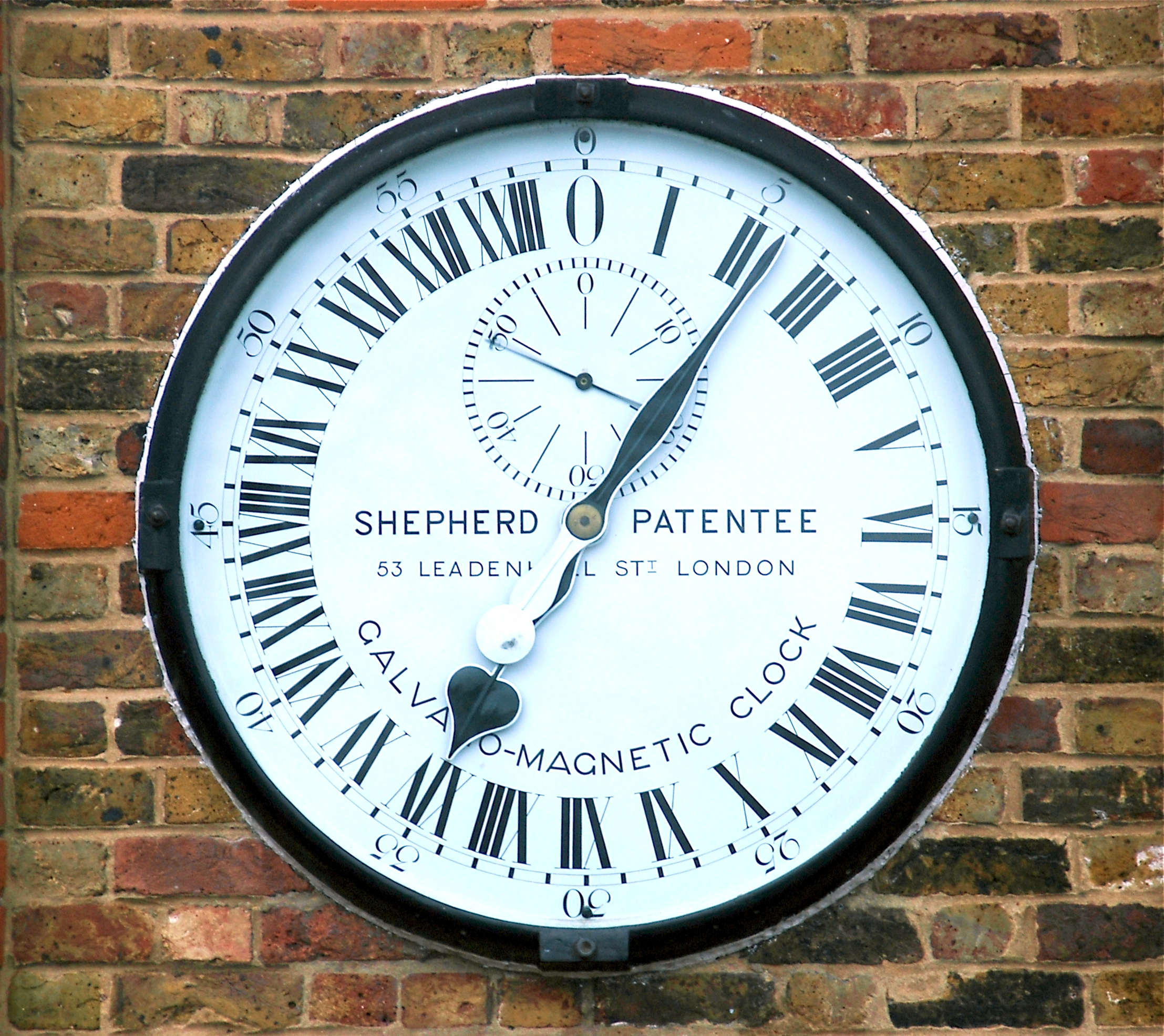
Shepherd Gate Clock med romerska siffror upp till XXIII (23) och 0 för midnatt, i Greenwich.

Under första världskriget antog brittiska flottan 24-timmarsklockan (1915) och de allierade väpnade styrkorna följde snart efter. Storbritanniens armé bytte officiellt 1918. Kanadas väpnade styrkor började att använda 24-timmarsklockan först i slutet av 1917.  År 1920 var USA:s flotta den första amerikanska organisationen att anta systemet. Officiellt antog inte USA:s armé 24-timmarsklockan förrän under andra världskriget, den 1 juli 1942.
Användandet av 24-timmarsklockan i Storbritannien har ökat stadigt sedan början av 1900-talet, dock med ett flertal försök att få systemet att misslyckas. BBC bytte till 24-timmarsklockan 1934 för sändningar och programförteckningar. Experimentet stoppades efter fem månader efter en brist på entusiasm från allmänheten, och BBC fortsatte använda 12-timmarsklockan. Samma år antog de amerikanska flygbolagen Pan American World Airways Corporation och Western Airlines 24-timmars klockan. I modern tid använder BBC en blandning av 12-timmars och 24-timmarsklocka. British Rail och London Transport bytte till 24-timmarsklockan i sina tidtabeller 1964. En blandning av klockorna på 12 och 24 timmar förekommer på samma sätt i andra länder i det engelsktalande samväldet: fransktalande har antagit 24-timmarsklockan i Kanada mycket mer än engelsktalande. Även Australien använder båda systemen.